# Protein-Lipid-Interaktion

Interaktionen von Lipiden mit peripheren Membranproteinen

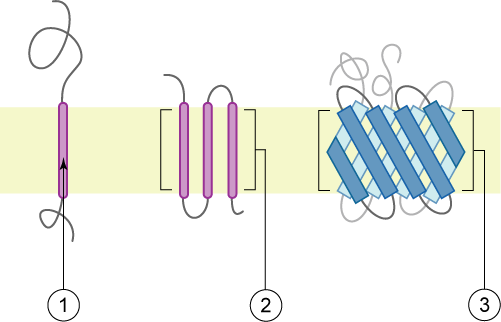
Interaktionen von Lipiden mit Transmembranproteinen

Protein–Lipid-Interaktionen (auch Protein-Lipid-Wechselwirkungen) sind Bindungen zwischen Lipiden und Proteinen, analog zu Protein-Protein-Interaktionen, Protein-RNA-Interaktionen und Protein-DNA-Interaktionen.

## Eigenschaften
Protein-Lipid-Interaktionen sind z. B. bei Proteinen des Fettstoffwechsels, bei peripheren Membranproteinen die Bindung an oder bei Transmembranproteinen die Einlagerung in eine Biomembran. Bei zellpenetrierenden Peptiden ist der Mechanismus der Penetration von Biomembranen teilweise unbekannt.
Methoden zur Untersuchung von Protein-Lipid-Interaktionen sind z. B. die ESR-Spektroskopie, die duale Polarisationsinterferometrie, die Fluoreszenzmikroskopie mit fluoreszenzmarkierten Lipiden oder Proteinen oder mit Lipid-Farbstoffen wie Laurdan oder Filipin. Die Bindung von Proteinen hat einen geringen Effekt auf die Anordnung der Lipide in einer Biomembran. Die Proteine Myelin basic protein, Spektrin und Prionen können ebenso wie Matrixproteine behüllter Viren direkt an Lipide binden, während die meisten peripheren Membranproteine über eine posttranslationale Modifikation mit einem Lipid oder über die Bindung an Transmembranproteine mit der Membran verbunden sind.